# イアン・カラム
イアン・カラム（Ian Callum、CBE、1954年7月30日 - ）は、スコットランド出身のインダストリアルデザイナー。
世界的に高名なカーデザイナーの一人で、「フォード」「TWR」「ジャガー」のデザインディレクターを歴任した。2019年度の世界カー・オブ・ザ・イヤー三冠獲得を目途に業界から退き、デザイン会社を設立してフリーで活動している。
弟は、同じくカーデザイナーを務めるモーレイ・カラム。

## 略歴

### 学生時代
カラムは1954年にスコットランド・ダンフリーズに生まれた。1968年(14歳)に職を得ることを期待してジャガー宛に自動車デザイン案を送付したことがある。ランチェスター科学技術大学（現在のコヴェントリー大学）のSchool of Transportation Designとアバディーン大学 College of Arts and Social Sciencesで学んだあと、グラスゴー美術学校でインダストリアルデザインの学位を得た。次いで美術系大学院大学であるロイヤル・カレッジ・オブ・アート(RCA)で自動車デザインの修士号を得た。

### フォード時代
1979年から1990年までフォード・モーターに在籍。ダントン、日本、イタリア、オーストラリアに勤務する。デザインしたのは「自動車の小さな部品、ほとんどはステアリング・ホイール」。フィエスタやモンデオなどやや平凡な車と同時に、RS200や欧州部門でのフォード・エスコートなどフォードブランドのイメージを構築する重要な車種のデザインにも貢献した。カラムはRCAの同級生であるピーター・ホーブリーとの共作である後者の仕事を特に誇りに思っているという。
その後トリノのカロッツェリア・ギアのデザインスタジオでVia、Zig、そしてZagといったショーカーのコンセプトをデザインした。

### TWRデザイン時代
11年にわたるアメリカの大企業勤めののち、1990年にフォードを退社しトム・ウォーキンショーとピーター・スティーヴンス（マクラーレン・F1のデザインで有名）共にTWRデザインを立ち上げる。
| 「 | フォード時代の同僚がTWRデザインで働く私に会いに来たよ。至れり尽くせりのフォードの巨大デザイン部門を去ってこんなキドリントンのブリキ小屋に移って、こいつは完全に頭がイカれたんだとみんな思ってたようだ。でも私はかつてないほど幸せだった、自分のやりたいことをやっていたから | 」 |

1991年にはTWRデザインのチーフ・デザイナー兼ジェネラル・マネージャーに就任した。おそらく彼の最も有名な作品であるアストンマーティン・DB7はこの時期にデザインされた。ヴァンキッシュやV型12気筒のDB7ヴァンテージ、プロジェクト・ヴァンテージコンセプトカーも彼によるデザインである。
それに加えTWRデザインのクライアントであるボルボやマツダ、Holden Special Vehiclesへの幅広いデザインプログラムの責任者でもあった。

### ジャガー時代
1999年に故ジェフ・ローソンの後任としてジャガーのデザイン・ディレクターに就任する。この期間の前後、短期間ではあるがカラムはジャガーとアストンマーティンというイギリスを代表する2大高級車ブランドのデザインを取りまとめていたことになる。アストンマーティン・DB9の初期デザインは後にヘンリック・フィスカーが完成させた。ただこのデザインに彼がどれくらいのレベルで関わっていたかは明らかにされていない。
ジェフ・ローソンによる2001年発売Xタイプや2002年の3代目XJであるX350は開発が既に進んでいたため関わっておらず、彼の影響下にある初期の作品は2001年のコンセプトカージャガー・R-Coupeと2003年のR-D6が挙げられる。
カラムの関わった最初のジャガー量産車は2004年のSタイプのフェイスリフト。次に2004年のXタイプ・エステートのテイルゲートをデザインした。これらはまだローソン風のデザインを受け継いでいる。
Xタイプ、Sタイプ、そしてXJに顕著なローソン時代のレトロ趣味からの脱却を目指し、カラムは次世代のジャガーのための新しいスタイルを模索し始めた。この動きは2006年の2代目XKを皮切りに、ジャガー・C-XFコンセプトカーやそれを基にした2008年のXF、そして2010年のXJへと続く。XKのデザインはアストンマーティンDB9に似通っているが、カラムによるとこれは「現代の安全規定の結果」とのこと。また2010年のC-X75コンセプトカーと2013年のFタイプの監修も行っている。
カラムによると、「ジャガーの車はクールだと思われるべきだ、クールな車は興味深い最先端の人々を惹きつけるから」。彼はインタビューなどでしばしばジャガーを「最先端で新しい車をデザインする」と方向付けており、ローソン時代までの伝統からの決別を窺わせる。
2019年6月、ジャガー社を退任。

### コンサルタント会社設立以降
ジャガー社から退任後、デザイン・エンジニアリングのコンサルタント会社『CALLUM』を設立。自動車以外に、より広範囲の製品デザインに着手を始めた。それは工業製品に限らず、家具から塗り絵までを包括したプロダクトデザイナーとして再出発している。

## 代表作

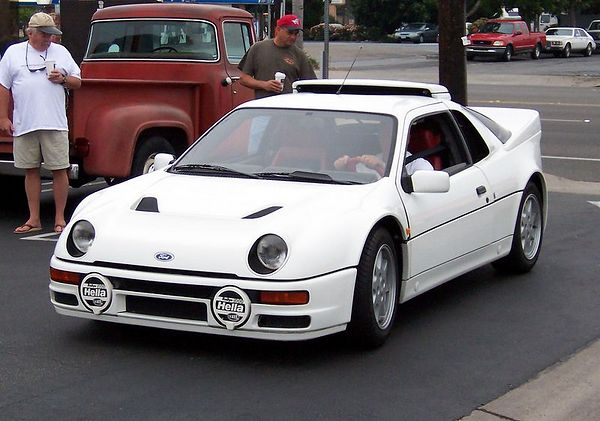
フォード・RS200 (1984)
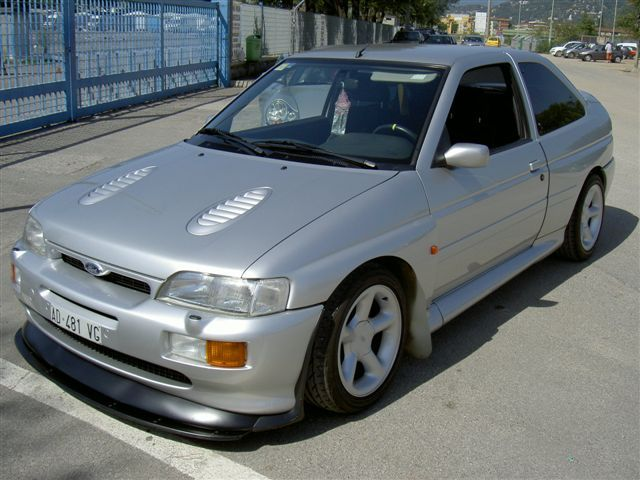
フォード・エスコートRSコスワース (1989)
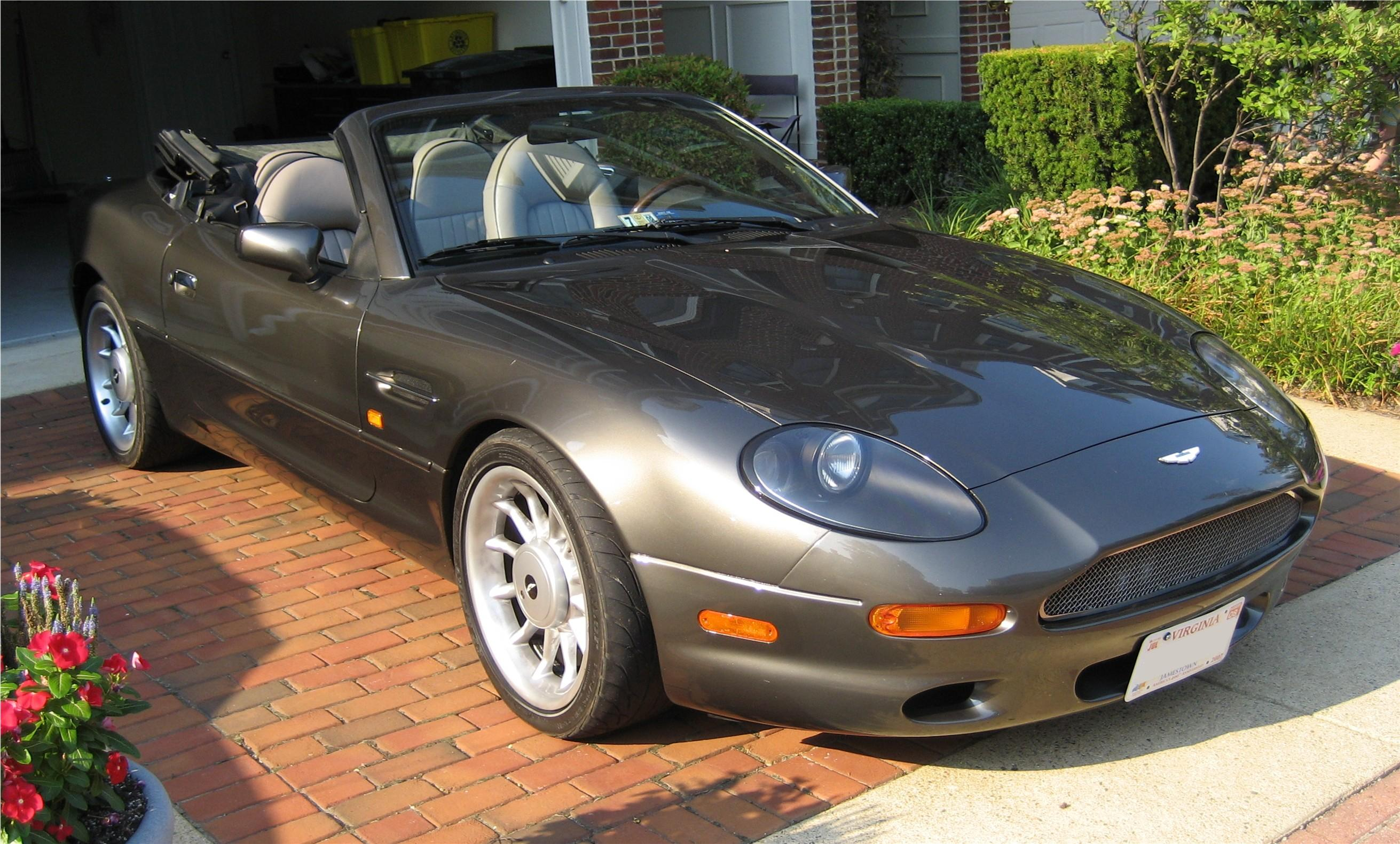
アストンマーティン・DB7 (1993)
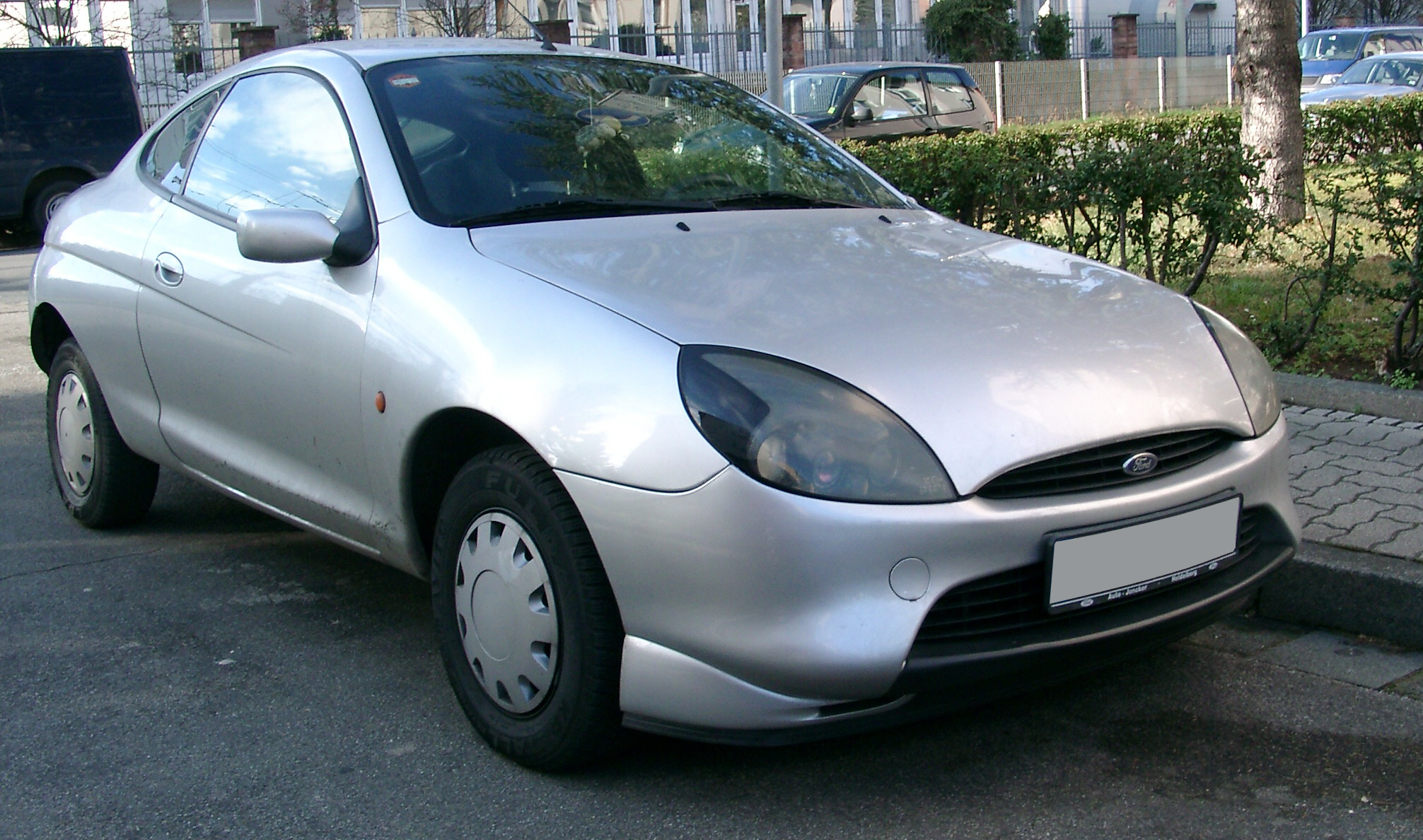
フォード・プーマ (1997)
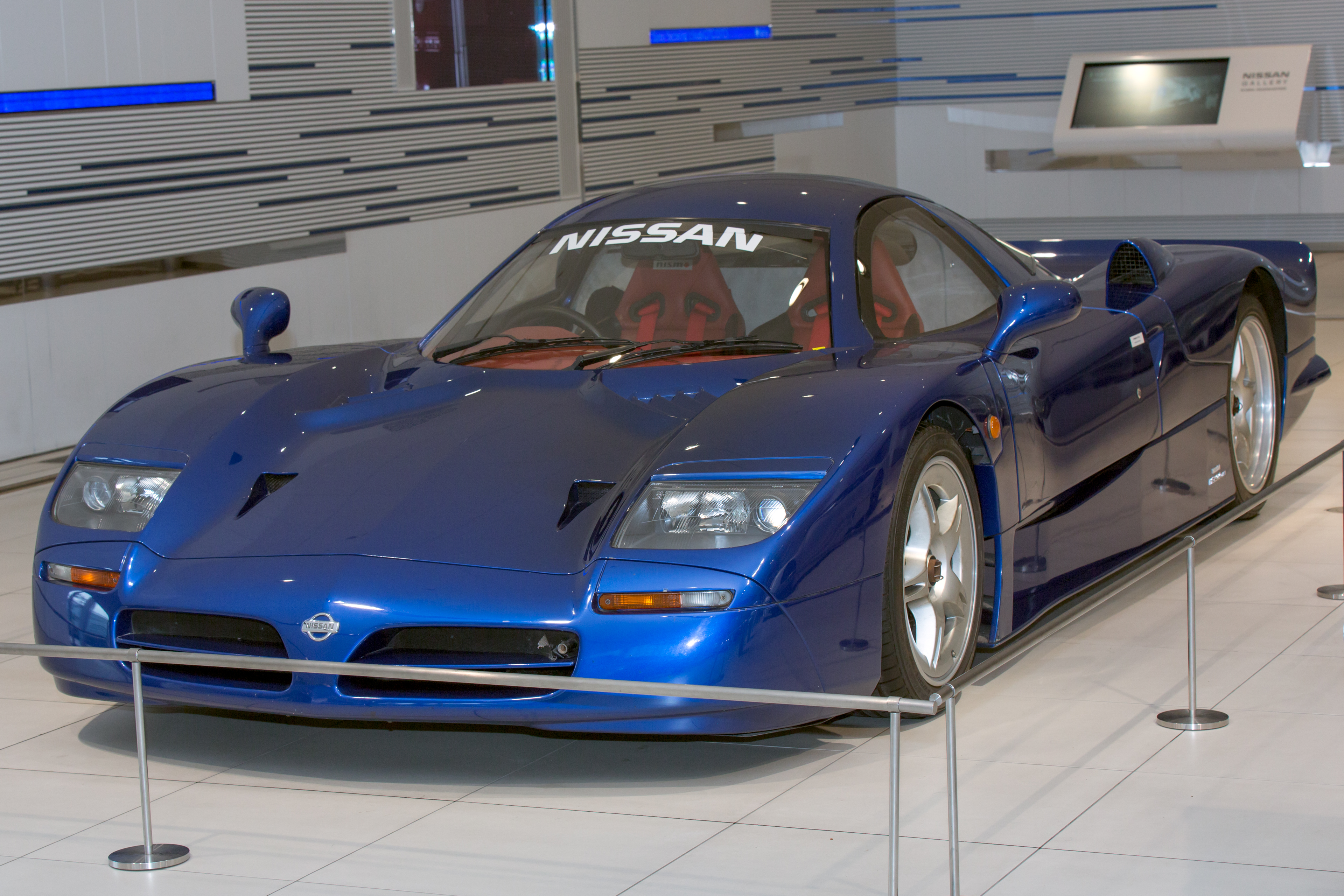
日産・R390（1998年）
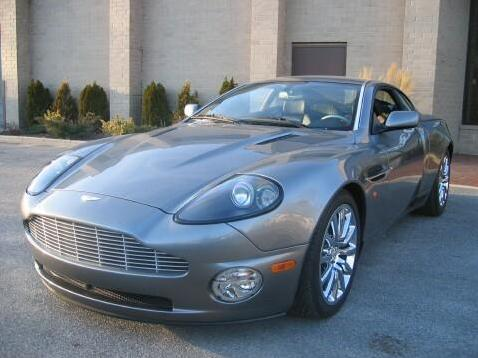
アストンマーティン・V12ヴァンキッシュ (2001)
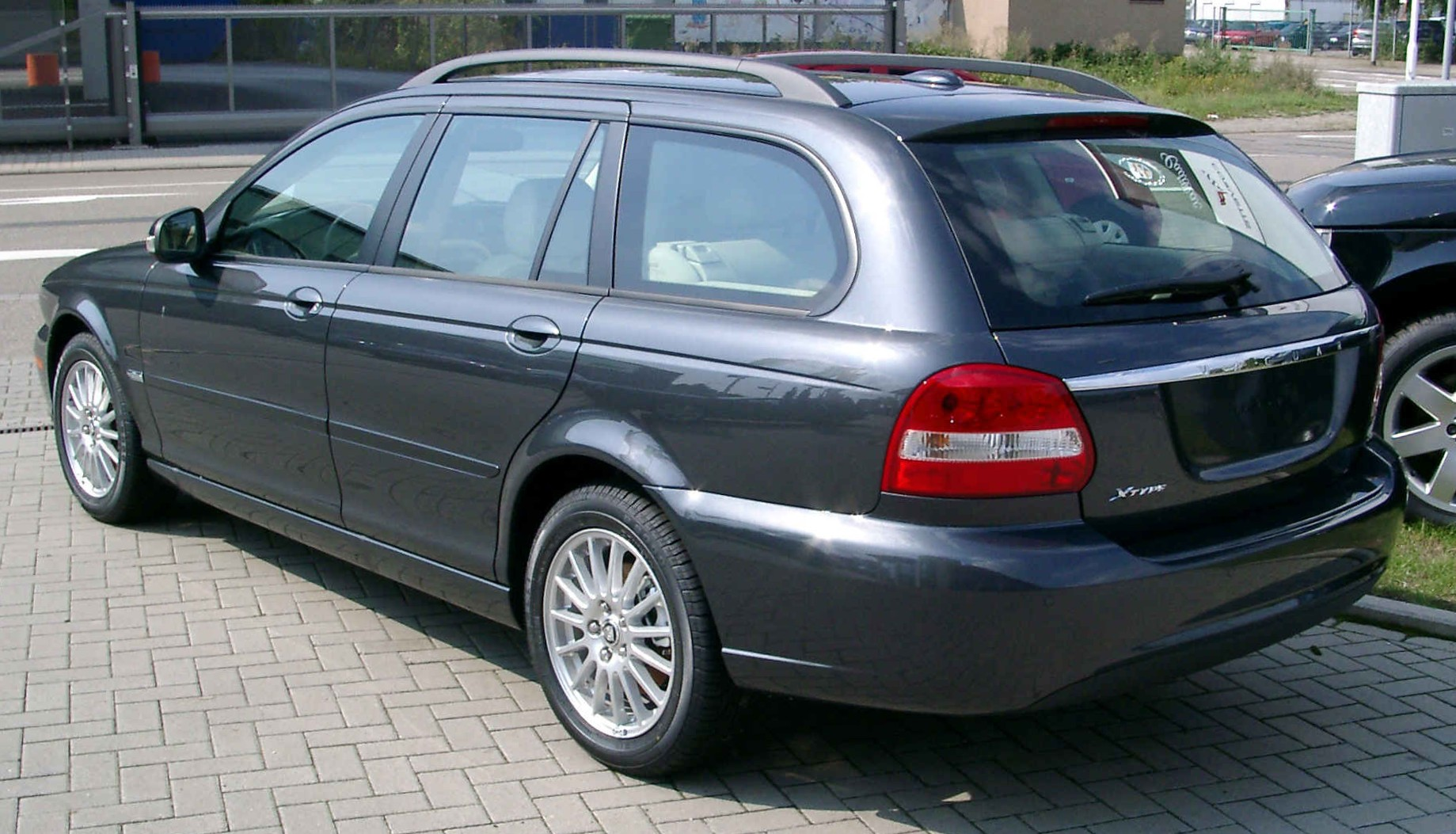
ジャガー・Xタイプ エステート (2004)
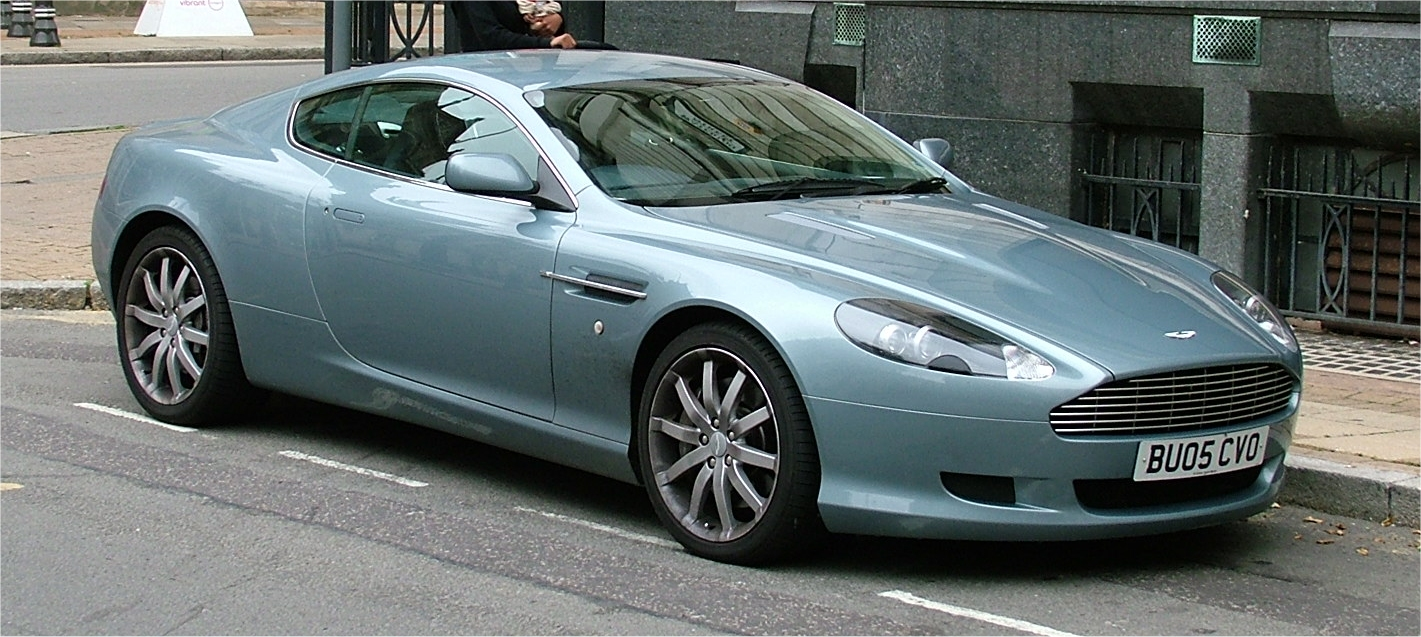
アストンマーティン・DB9 (2004)
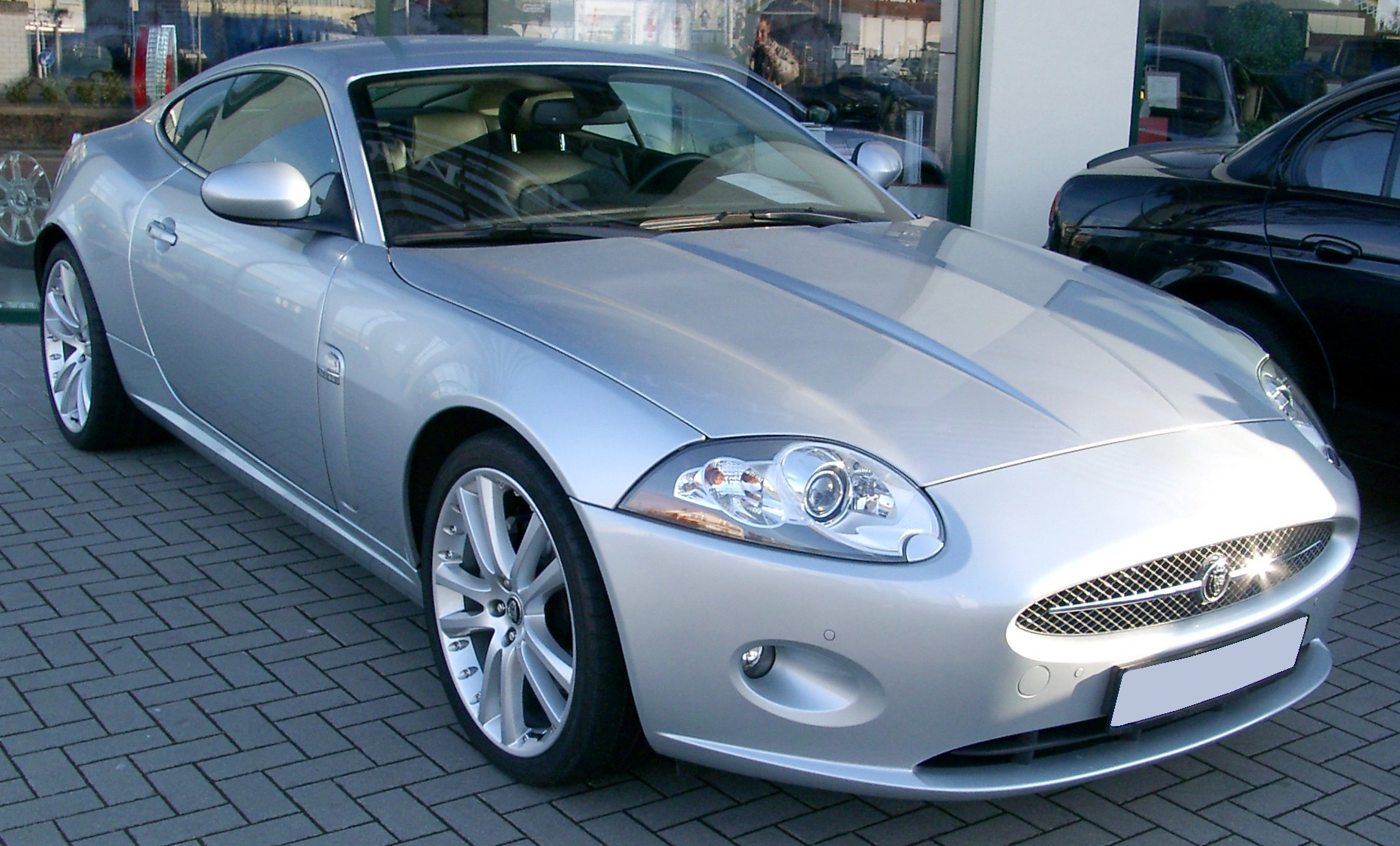
ジャガー・XK (2005)
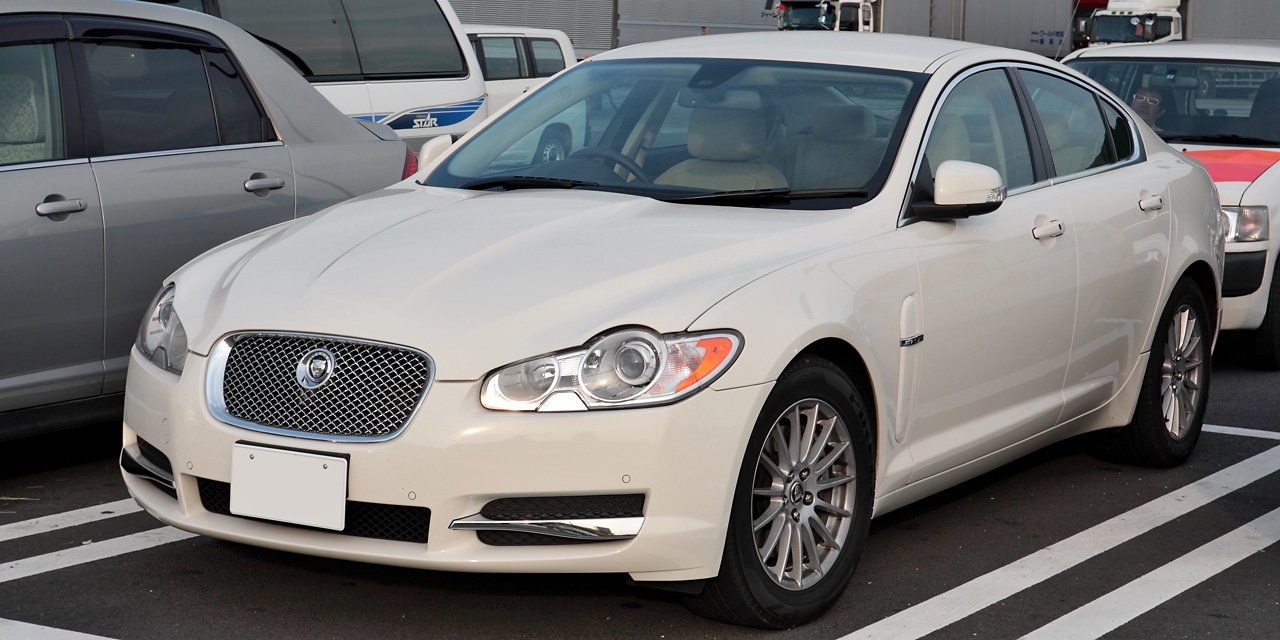
ジャガー・XF (2008)
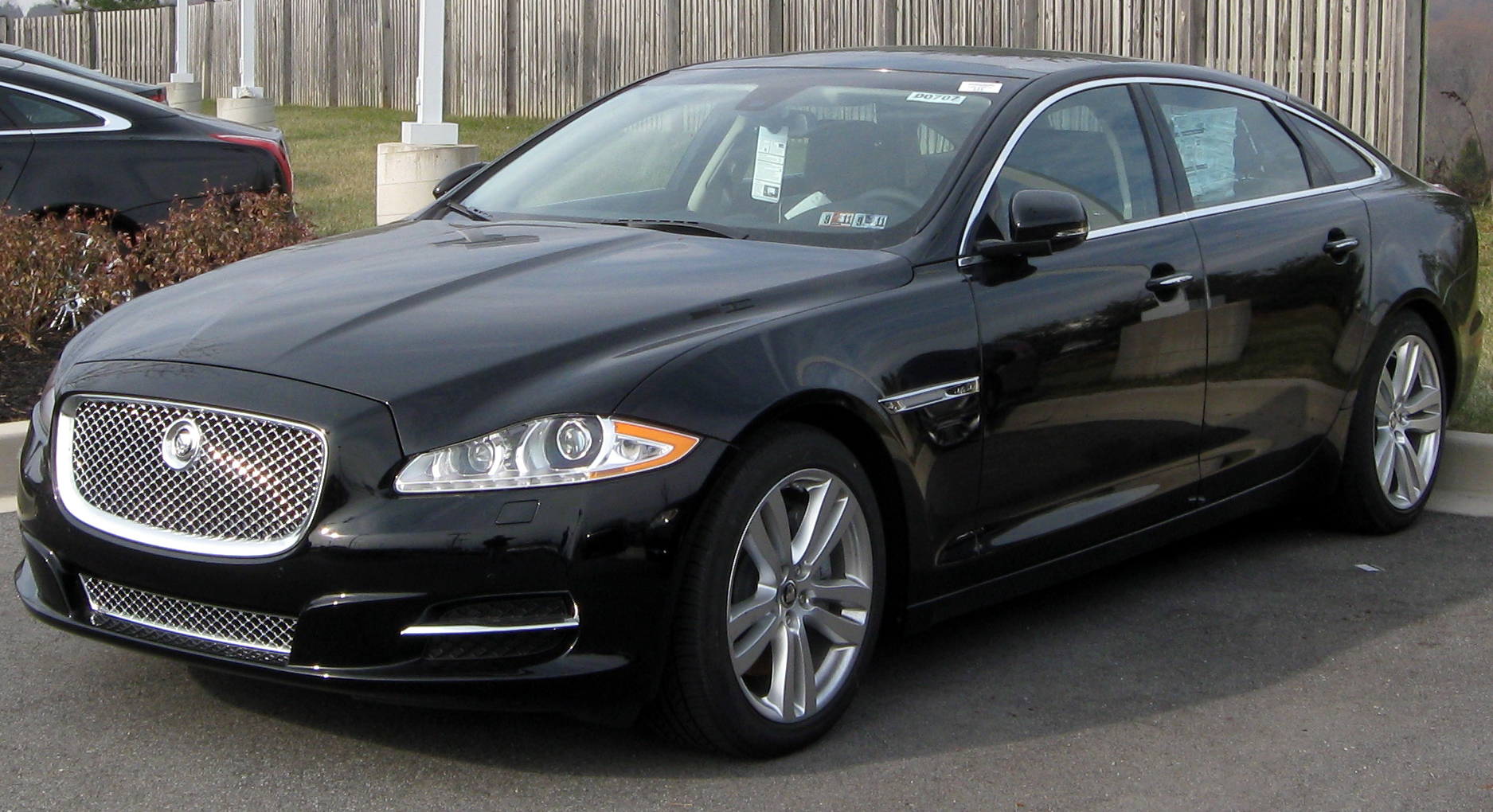
ジャガー・XJ (2009)
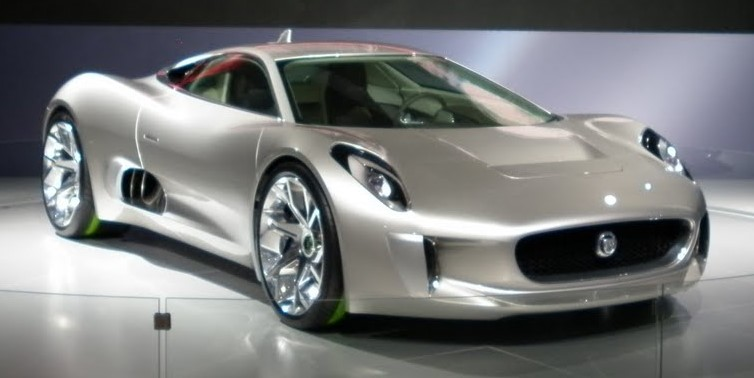
ジャガー・C-X75 (2010)
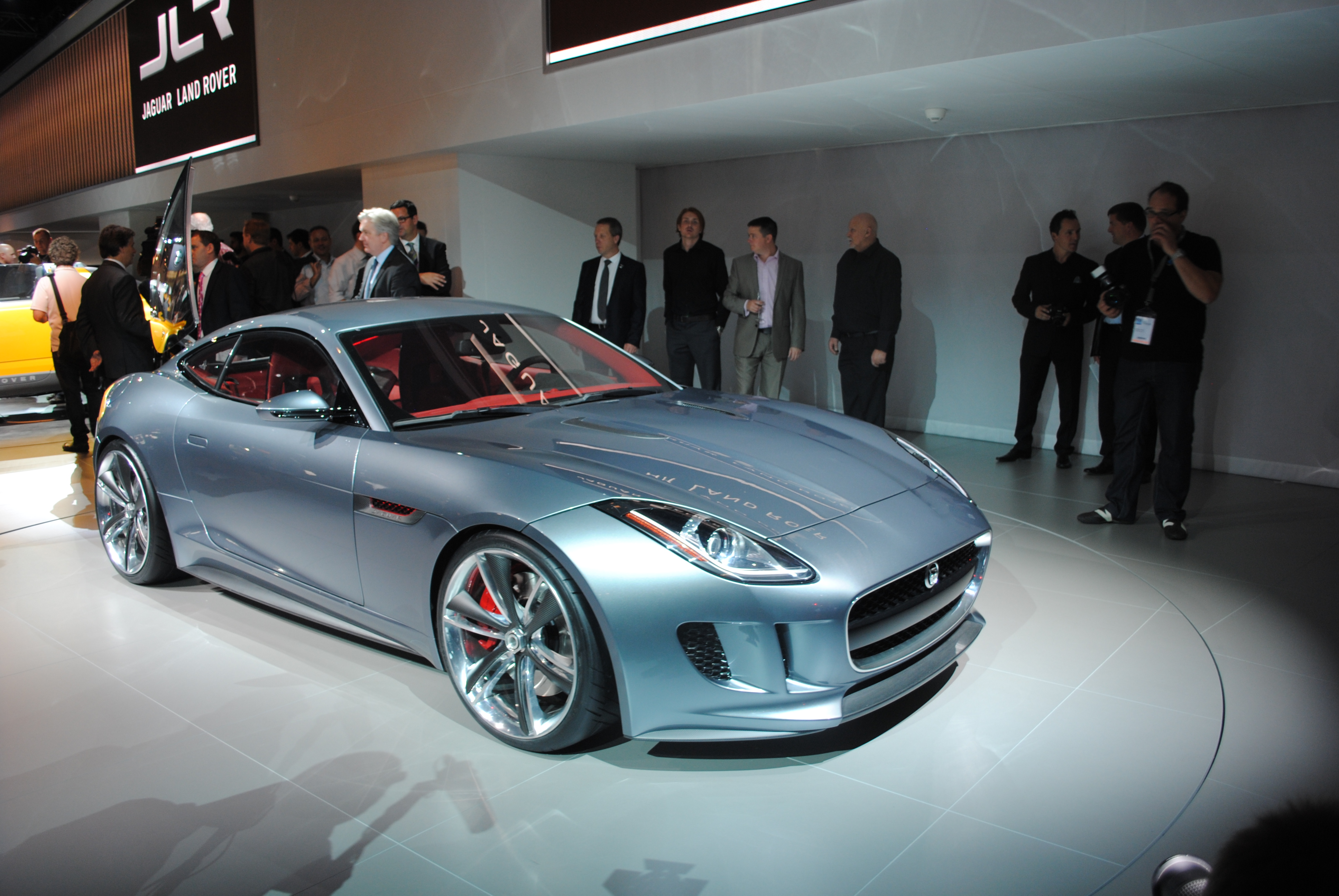
ジャガー・C-X16 (2012)
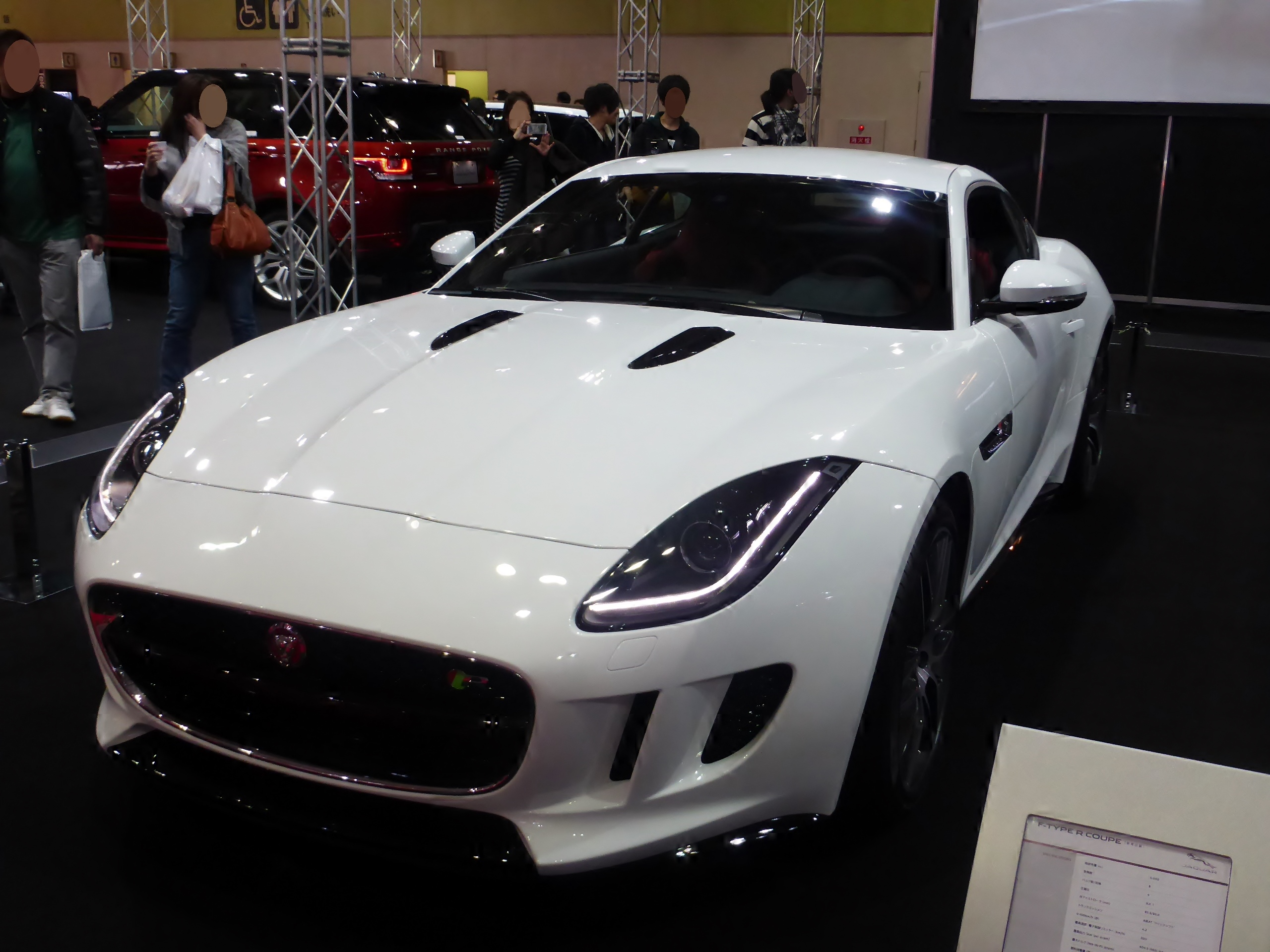
ジャガー・Fタイプ (2013)
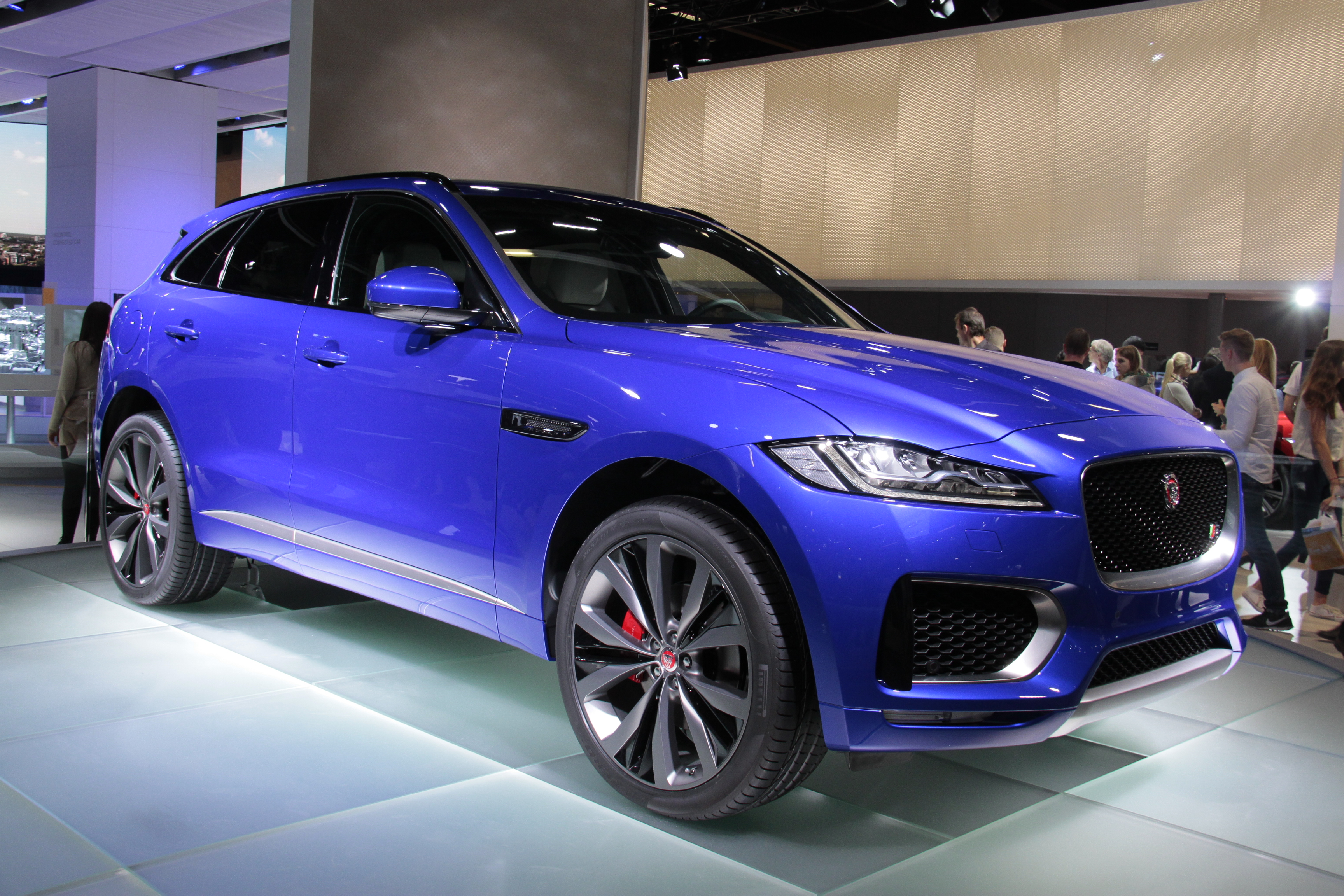
ジャガー・Fペイス (2016)
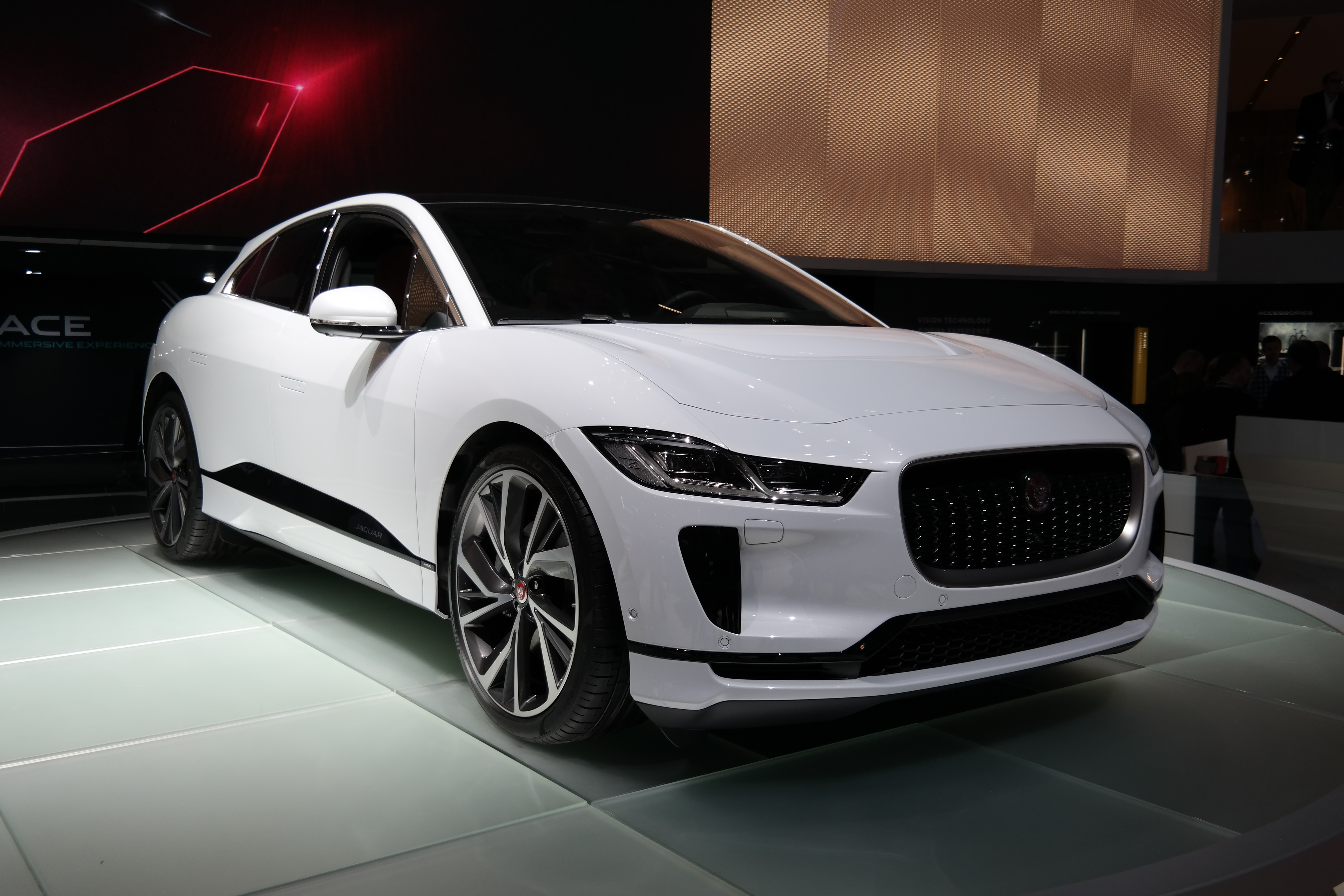
ジャガー・Iペイス (2018)
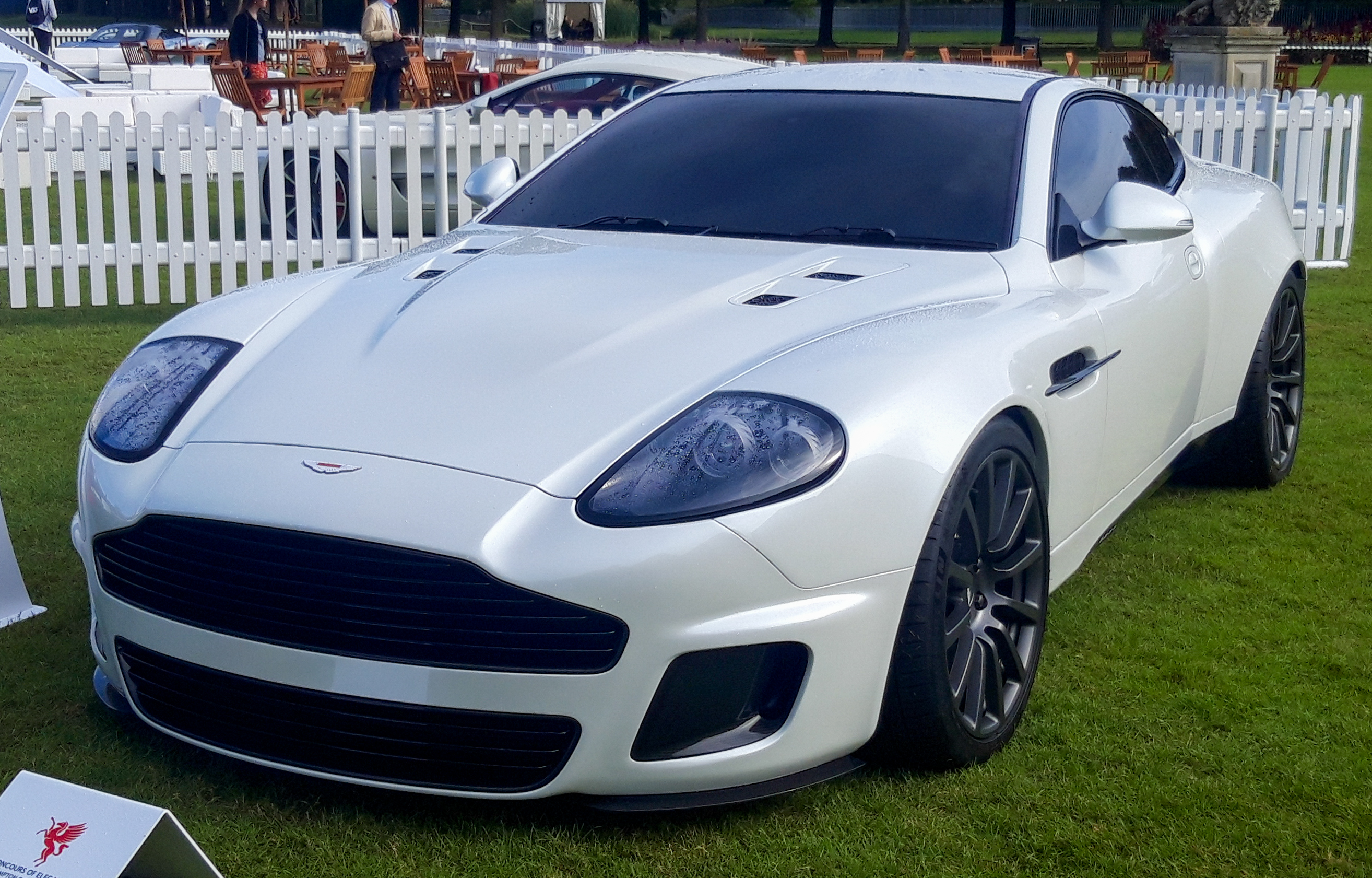
アストンマーティン・ヴァンキッシュ 25 by CALLUM (2019)
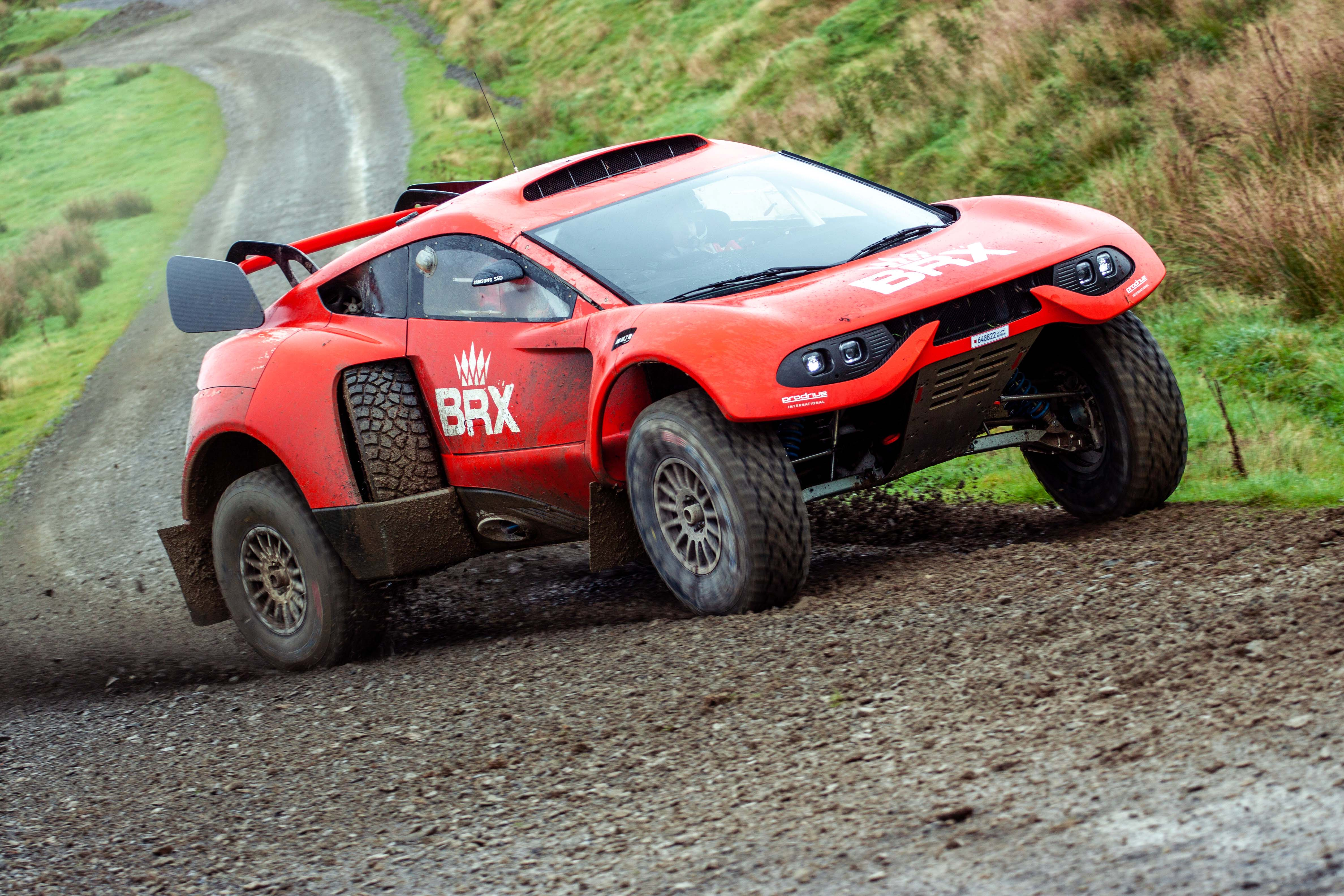
プロドライブ・ハンター（2022）

## 受賞歴
1995年、同郷スコットランド出身であるジム・クラーク (レーサー)メモリアル・アワードを、弟とともに受賞。これは毎年自動車業界に多大な功績を残したスコットランド人に贈られる賞である。受賞理由はDB7のスタイリング。
2006年、英国ロイヤル・ソサエティ・オブ・アーツよりRoyal Designers for Industryを受賞。デザイン上の功績を、ル・マン24時間レースを2度制覇した同郷ダムフリーズ出身のアラン・マクニッシュが褒め称えている。
2009年、イギリスのAuto Express の開会式でパーソン・オブ・ザ・イヤーを受賞。受賞理由はXKとXF、XJのデザイン。
「数々の美しい車をデザインした」功績で雑誌トップ・ギアのメン・オブ・ザ・イヤー2012の1人に選ばれている。
2013年、担当した車種「ジャガー・Fタイプ」が『世界カー・デザイン・オブ・ザ・イヤー』を受賞し、ジャガーに初めての世界タイトルをもたらした。
2014年、デザイナー公認協会のミネルヴァメダルを受賞。
2017年、「ジャガー・Fペイス」が『世界カー・オブ・ザ・イヤー / カー・デザイン・オブ・ザ・イヤー』を受賞。
2018年、母国の科学・技術者に贈られる最高名誉「王立協会フェロー」を受賞し、同エディンバラ地区の会員に選出。
2019年、「ジャガー・Iペイス」が『ヨーロッパ・カー・オブ・ザ・イヤー』、そして『世界カー・オブ・ザ・イヤー』では三部門を受賞。同7月には母国の栄誉「大英帝国勲章」（CBE）を叙勲。